# 합동행위
합동행위(合同行爲)란 방향을 같이 하는 2개 이상의 의사표시의 합치에 의하여 성립하는 법률행위를 말한다. 대표적인 예로는 사단법인 설립행위, 결의행위(결의행위는 단체에 대한 것이고, 구성원에 대한 것이 아니다)가 있다. 1892년 독일의 Kunze에 의해 처음 주장되었다.

## 견해대립
한국에서는 대표적으로 곽윤직 교수가 합동행위의 개념을 주장하였고, 통설로 되어 있다. 장경학, 김증한, 이영준은 계약만으로 충분하다면서 합동행위의 개념을 부정한다. 소수설이다. 그러나 전 세계에는 부정설이 통설이다.
원래 로마법 이래 법률행위는 단독행위(일방행위)와 계약만이 존재해 왔다. 정확하게는 단독행위와 계약만이 로마법부터 존재했고, 법률행위라는 개념은 최근에 독일이 만든 것이다. 그러다가 19세기말 독일의 쿤쓰에가 합동행위라는 새로운 유형을 주장하였다. 그러나 오늘날 독일에서는 합동행위의 개념은 부정되고 있다. 국제법에서도 국가간의 조약과 일방적 선언은 존재하나, 합동행위라는 개념은 쓰이지 않는다.

## 법률행위
합동행위 인정설에서는 법률행위에는 단독행위, 계약, 합동행위 세가지가 있다고 한다. 법률행위는 독일이 최근에 만든 새로운 법률용어이다. 반면에, 합동행위 부정설에서는 계약만 인정한다. 따라서, 법률행위법이라고 하지 않고, 계약법이라고 부른다. 후자가 2천년이 넘은 오래된 법적 견해이자, 현재 국제적 통설이다.

## 합동행위 사례
사회계약설에 의해서, 조합계약과 유사한 사회계약에 의해 국가(사단법인)가 성립되었다는 것이 전 세계 대부분의 통설인데, 한국의 합동행위 인정설에 따르면, 사단법인(국가)의 설립행위는 계약이 아니라 합동행위라고 보기에, 사회계약이 아니라 사회합동행위라고 본다.
한국의 합동행위 인정설에서는 조합계약은 계약이 아니라 합동행위라고 주장한다. 조합계약은 계약설이 다수설이다.

## 같이 보기
- 단독행위
- 계약